# Hannoversche Geschichtsblätter
Hannoverschen Geschichtsblätter (HG) est une revue publiée par les Archives de la ville d'Hanovre (de) avec le caractère d'un annuaire. L'accent est mis sur des sujets historiques, en particulier l'histoire de la ville de Hanovre, mais la revue de l'association est également fournie aux membres de la Société d'histoire de Basse-Saxe (de).

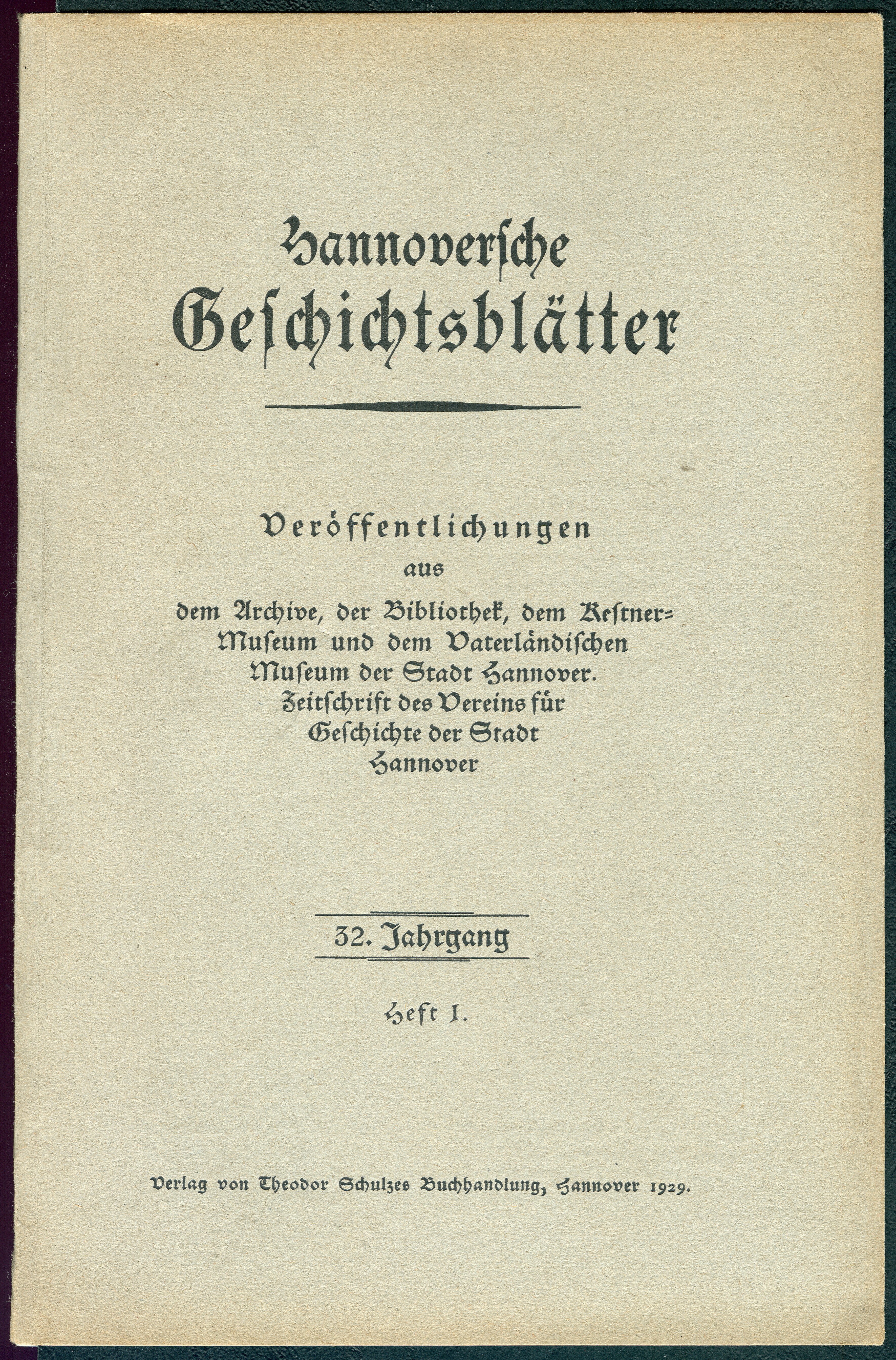
1929 : Titre de la série avec « Publications des archives, de la bibliothèque, du musée Kestner, du musée patriotique de la ville d'Hanovre ». Journal de l'Association d'histoire de la ville d'Hanovre”

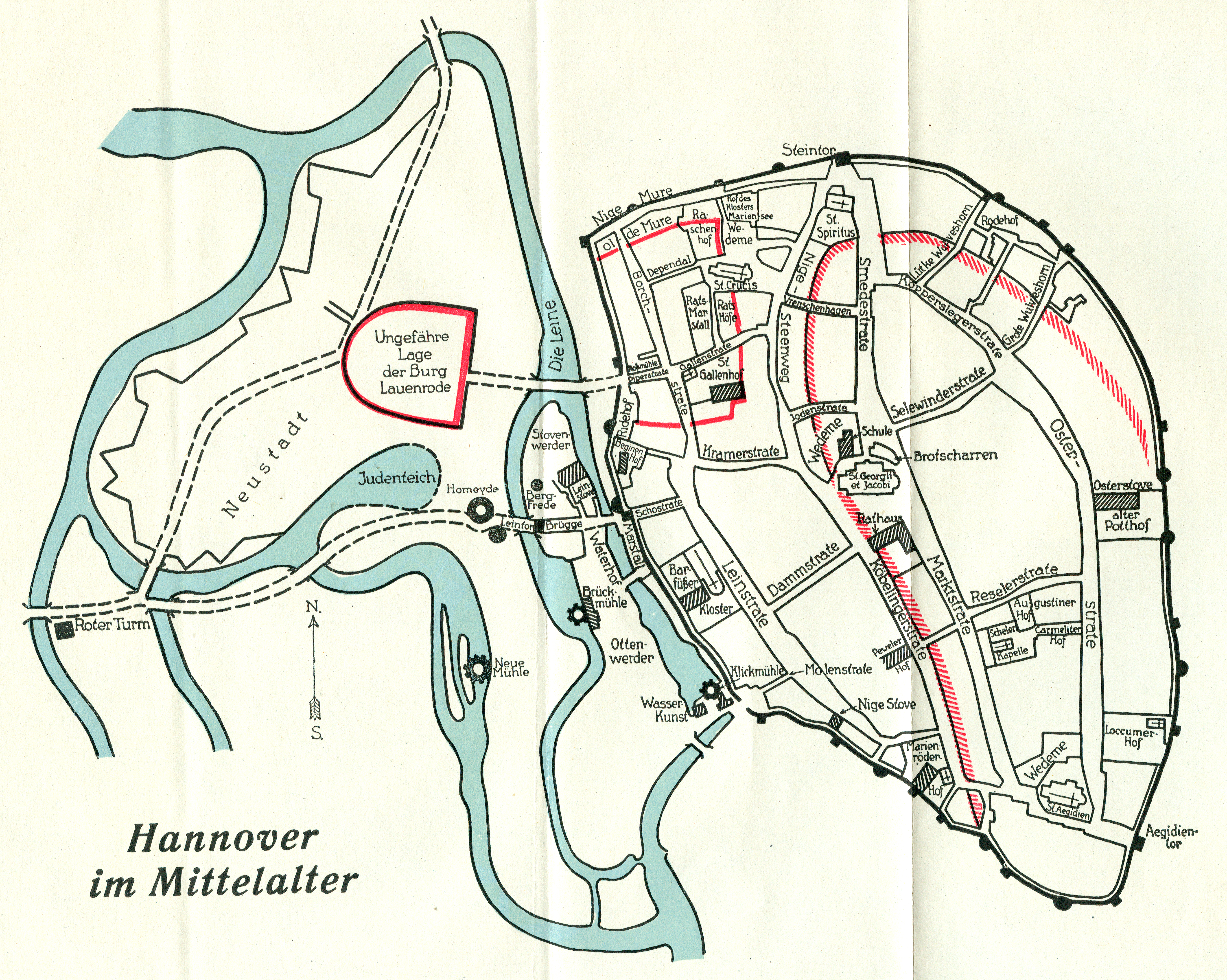
sous forme de croquis " Hanovre au Moyen Âge " (1924 par Karl Friedrich Leonhardt dans son article "Rues et maisons du Vieux Hanovre")

"Depuis 1982, les Hannoversche Geschichtsblätter contiennent chacun une chronique de l'année précédente"

## Histoire

### Ancienne série
Les Hannoversche Geschichtsblätter sont fondées en 1898 par Friedrich Tewes (de), dont le président est l'Association pour l'histoire de la ville de Hanovre fondée la même année. La revue, qui est initialement publié chaque semaine, résume les notifications et les publications de nombreuses associations à vocation historique à Hanovre et dans les environs.
Un co-initiateur supplémentaire est Otto Jürgens (de), qui devient plus tard chef des archives de la ville de Hanovre et qui devient également l'éditeur à partir de 1901. Pendant le mandat de Jürgens (jusqu'en 1929), le "HG" devient un forum pour les chercheurs en histoire de la ville de Hanovre avec des publications mensuelles puis trimestrielles.
À partir du 1er avril 1929, les derniers numéros de ce que l'on appellera plus tard l'"Ancienne série" tombent pendant le mandat de Karl Friedrich Leonhardt (de) : le dernier numéro de cette série est le numéro 2 pour l'année 1932, qui, cependant, est déjà publié dès 1931.

### Nouvelle série (NF)
Leonhardt fonde la "Nouvelle série" (HG NF) avec de nombreuses améliorations d'apparence. En 1937, il transfère l'Association pour l'histoire de la ville de Hanovre et la HG à l'Association historique de Basse-Saxe.
Le dernier volume avant la Seconde Guerre mondiale est publié sous le nom de "Volume 5, 1938".
Ce n'est qu'en 1952 qu'Herbert Mundhenke (de), alors responsable des archives de la ville (dès le début de 1951), peut rétablir le HG NF et continuer à compter avec le « Tome 6 ». Au cours des décennies qui suivent, les Hannoverschen Geschichtsblätter se sont transformées en un annuaire et en même temps en une revue des membres de l'Association historique de Basse-Saxe.